# Ланч

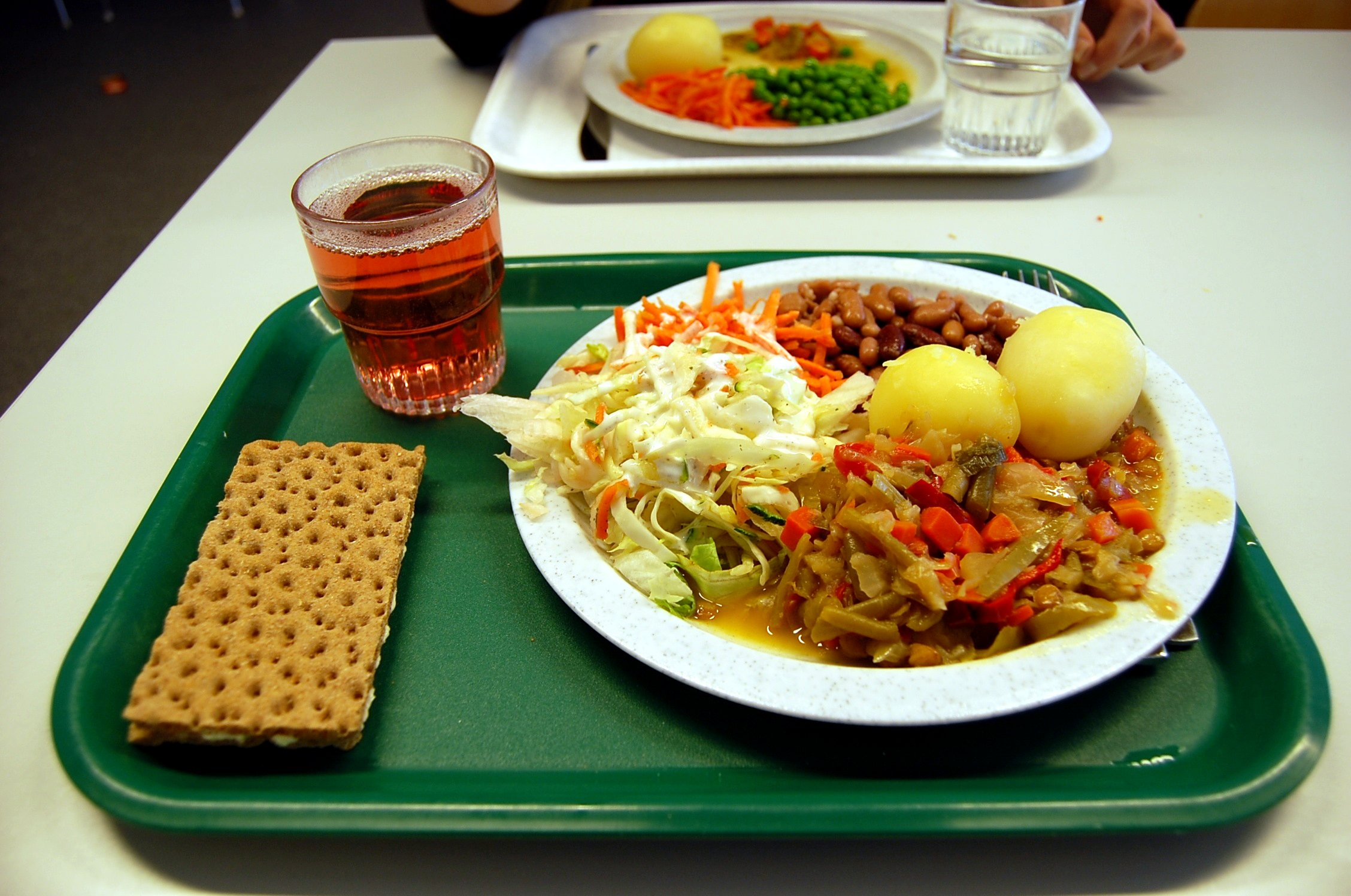
Типовий шведський шкільний ланч.

Ланч (англ. Lunch) — в англомовних країнах скорочення, утворене від слова «Luncheon» і яке позначає прийом їжі опівдні.
Також, слово «Lunch» стало основою для утворення залежних від нього понять, наприклад:
- «Lunch break» — перерва на ланч на роботі і в навчальних закладах.
- «Bag lunch» (укр. ланч у пакеті) — стандартна упаковка в Північній Америці, зроблена з сірого паперу, що містить сендвіч і, часто, цільні фрукти і будь-яку випічку або солодощі, відома до 1980-х років, тобто до часів розповсюдження мікрохвильовок на робочих місцях.[джерело?]
- «Lunchbox» (укр. коробка для ланчу) — упаковка з обідом в англомовних країнах, що містить сендвіч, чипси і напій, можливо, з шоколадним батончиком і парою фруктів. Як і в Америці, в Британії на зміну цієї традиції прийшли кафе.[джерело?] Однак подібні набори ще зустрічаються серед будівельників і школярів.